# گلبادام بابامرادوا
گلبادام بابامرادوا (انگلیسی: Gülbadam Babamuratowa؛ زادهٔ ۲۴ اوت ۱۹۹۱) جودوکار زن اهل ترکمنستان است.